# Wir sind alle erwachsen
Wir sind alle erwachsen ist ein französisch-schwedischer Spielfilm von Anna Novion aus dem Jahr 2008.

## Handlung
Jeanne macht mit ihrem Vater Albert Urlaub in Schweden. Ihr 17. Geburtstag steht bevor und wie jedes Jahr durfte sie wählen, in welchem Land sie ihre Sommerzeit verbringen. Jeanne wird im nächsten Schuljahr die 11. Klasse wiederholen; ihr Vater, der als Bibliothekar arbeitet, hat Jeanne allein großgezogen, da ihre Mutter die Familie verlassen hat, als Jeanne zwei Jahre alt war, um in Neuseeland als Lehrerin arbeiten zu können. Albert plant, während des Urlaubs auf Schatzsuche zu gehen, glaubt er doch, hier den legendären Schatz des Wikingers Jan-Olof Vittfön finden zu können. Als beide in ihrem Ferienhaus ankommen, sind sie nicht allein. Vermieterin Anika hat die Termine vertauscht und geglaubt, dass beide erst in zwei Wochen ankommen werden. Derzeit wohnt sie mit ihren guten Freundin Christine im Haus. Allen ist die Situation unangenehm, und so versprechen Anika und Christine, am nächsten Tag für sich eine neue Unterkunft zu finden.
Jeanne und Albert besuchen am nächsten Tag Wikingergräber, wo Albert mit seinem Metalldetektor auf Schatzsuche geht. Jeanne lernt den Jugendlichen Johan kennen, als Albert im Vorgarten seiner Eltern mit dem Detektor umhergeht. Der Regen treibt Jeanne und Albert schließlich in eine Kirche und beide lauschen dem Gesang des Mädchenchors. Für Jeannes Geburtstag in einigen Tagen bestellen sie einen Platz im Restaurant. Beim Federballspiel mit Anika und Christine wird später deutlich, dass Albert seiner Tochter gegenüber überregulierend und überkritisch eingestellt ist. Lieber wirft er sich ihr in den Weg, als zu riskieren, dass sie einen Ball nicht trifft. Bei seinen Manövern stürzt er schließlich und verletzt sich schwer am Bein. Er wird vom Inselpastor verarztet, kann nun aber nicht so mobil sein, wie er es für seine Schatzsuche sein müsste. Weil er ans Ferienhaus gebunden ist, verbringt Jeanne die Zeit nun öfter mit Anika und Christine, die nach Alberts Einverständnis mit ihnen die Ferien verbringen. In einem Supermarkt sieht Jeanne Johan wieder, während Anika auf ihre große Jugendliebe Per trifft, den sie einst plötzlich verlassen hatte und der nun eine Frau und zwei Kinder hat. Auf dem Heimweg hat Christines Fahrrad plötzlich einen Platten. Johan nimmt Fahrrad und Jeanne mit zu ihrem Ferienhaus, während Christine auf Jeannes Rad nachkommt. Am Telefon erfährt die Kostümbildnerin Christine, dass ihr Freund Abstand von ihr braucht. Johan lädt Jeanne für den Abend zu einem Konzert seiner Band ein. Albert, der beide miteinander reden sieht, reagiert kritisch und abweisend. Am Abend will sie zu Anika und Christine, die bereits beim Konzert sind, doch lässt Albert sie nicht gehen. Erst als sie ihm vorwirft, grundsätzlich immer Entscheidungen für sie zu treffen, gibt Albert nach.
Auf dem Konzert trifft Anika Per wieder, der sie für ihr damaliges Verschwinden zur Rede stellt. Er habe lange auf sie gewartet. Christine beobachtet traurig Jeanne, die ausgelassen zur Musik von Johans Band tanzt. Später lädt Johan Jeanne ein, mit ihm und seinen Freunden zum Strand zu gehen. Jeanne kehrt mit Christine und Anika zum Ferienhaus zurück und geht anschließend heimlich zum Strand. Johan vergnügt sich jedoch mit anderen Mädchen. Zwar flirtet der junge Magnus mit ihr, doch ist sie an ihm desinteressiert und lässt seine Zärtlichkeiten später emotionslos über sich ergehen. Als die Gruppe zum Haus eines der Jungen weiterziehen will, fährt sie allein zum Ferienhaus zurück. Während der Fahrt weint sie. Albert hat sie unterdessen gesucht, wobei er kurz Christine nähergekommen ist. Als Jeanne in ihr Zimmer kommt, wendet er sich wortlos von seiner Tochter ab. Der nächste Tag ist ihr Geburtstag. Zwar will sich Albert mit ihr am Abend wie geplant im Restaurant treffen, verbringt den Tag jedoch allein. Mit einem Kajak rudert er zu einer Insel, auf der er Jan-Olof Vittföns Schatz vermutet. Während er auf der Insel unterwegs ist, treibt sein Kajak ab. Am Abend wartet Jeanne im Restaurant vergeblich auf Albert. Sie sieht sein Kajak, das von der Küstenwache abgeschleppt wird, und alarmiert Christine und Anika. Fischer Per fährt mit Anika alle Inseln des Umkreises ab und findet schließlich Albert. Der hat in der Zwischenzeit seine Schatzsucherei verflucht und den Metalldetektor ins Meer geworfen. Zurück an Land telefoniert er sofort mit Jeanne. Zudem verabschiedet er sich von Christine, die vorzeitig abreist: Sie hat nach der Trennung von ihrem Freund einer längeren Theatertournee zugesagt. Sie wird in einem halben Jahr wieder in Paris sein und Albert, der Gefallen an ihr gefunden hat, verspricht, da zu sein. Anika und Per sind sich auf der Suche nach Albert näher gekommen. Jeanne rächt sich an Johan, indem sie das Rücklicht seines Mofas einschlägt. Sie lebt nach all den Vorfällen auf und fährt glücklich lächelnd mit ihrem Rad durch die Gegend.

## Produktion
Wir sind alle erwachsen war das Langfilmregiedebüt von Anna Novion. Der Film wurde auf der Insel Orust, in Svanesund, Mollösund, Torp und Lysekil, gedreht. Die Kostüme schuf Fabio Perrone, die Filmbauten stammen von Gert Wibe. Der Film wurde im Mai 2008 im Rahmen der Filmfestspiele von Cannes 2008 auf der Semaine Internationale de la Critique gezeigt. Am 12. November 2008 lief er in den französischen Kinos an, wo er von 132.435 Zuschauern gesehen wurde. Am 5. Dezember 2008 war Kinostart in Schweden, am 9. April 2009 Kinostart in der Schweiz und am 7. Mai 2009 Kinostart in Deutschland. Im Oktober 2009 erschien der Film auf DVD und lief am 17. Juni 2010 erstmals im WDR im deutschen Fernsehen.
Judith Henry singt im Film Véronique Sansons Comme je l’imagine.

## Kritik
Der film-dienst nannte Wir sind alle erwachsen einen „unterhaltsame[n] Coming-of-Age-Film“, der zwar dramaturgische Schwächen besitze, jedoch „in der psychologischen Figurenentwicklung und im Ausbau von Spannungsbögen reizvoll als leichthändige episodische Sommerkomödie“ sei. Cinema verglich den Film mit Werken von Eric Rohmer und konstatierte, dass Anna Novion mit „verspielte[r] Gelassenheit […] vom Verlust lieb gewonnener Gewohnheiten erzählt“.

## Auszeichnungen
Auf dem Stockholm Film Festival wurde Anna Novion 2008 für ein Bronzenes Pferd nominiert und erhielt 2009 auf dem Palm Springs International Film Festival eine Nominierung für den New Voices/New Visions Grand Jury Prize. Anaïs Demoustier erhielt 2009 eine César-Nominierung in der Kategorie Beste Nachwuchsdarstellerin.